# Leandro Trossard
Leandro Trossard (4 de desembre de 1994) és un futbolista professional belga que juga com a volant per l'Arsenal FC anglès. És internacional amb la selecció belga. Trossard es va formar al planter del KRC Genk.